# Ioes Karest
Ioes Karest, né avant 1500 à Cologne et mort vers 1560 supposément à Anvers, est un facteur de clavecins flamand d'origine allemande.

## Biographie
Né à Cologne, Ioes Karest était établi à Anvers dès 1517 et fut admis dans la Guilde de Saint-Luc de cette ville en 1523. Son jeune frère, Goosen, avait lui-même été admis dans la Guilde comme apprenti peintre et fut apprenti auprès de son aîné de 1539 à 1542 pour la facture de clavecins. 
Donald Boalch tout comme Raymond Russell indiquent que Ioes et Goosen seraient les fils d'un certain Hans van Cuelen (avant 1500 – vers 1560), facteur d'orgue originaire de Cologne (Cuelen) et également actif à Anvers à partir de 1509 ; cette affirmation n'est cependant étayée par aucun document.    
Au début du XVIe siècle, l'activité des artisans d'Anvers est régie par les guildes. Déjà actifs au début du siècle, les facteurs de clavecins n'ont pourtant pas leur propre guilde avant 1558 : pour pouvoir décorer les caisses de leurs instruments, ils sont obligés d'être admis en tant que peintres dans la Guilde de Saint-Luc. En 1557, une dizaine d'entre eux, avec Ioes Karest à leur tête, demandent au doyen de cette guilde de les reconnaître membres en tant que facteurs d'instruments et non comme peintres, ce qui leur est accordé en 1558. Après cette régularisation de leur position, la profession gagne en prospérité et en prestige et Anvers devient un centre de facture important, qu'illustrera particulièrement la dynastie des Ruckers et Couchet jusqu'à la fin du XVIIe siècle.  
Il reste deux virginals construits par Ioes Karest : tous deux sont de forme polygonale, ont des parois minces en érable ou en sycomore, des claviers rentrants et une table d'harmonie en un bois résineux qui est probablement de l'épicéa. Tous deux sont également ornés de moulures rapportées en haut et au bas de la caisse. Datant respectivement de 1548 et 1550, ce sont les plus anciens instruments construits au nord des Alpes après le clavecin de Müller. 
Le premier instrument, daté de 1548, est le plus petit des deux. Il a une étendue de quatre octaves (avec octave courte) : do/mi à do, qui allait devenir comme la norme à Anvers au XVIIe siècle. La caisse est en bois brut, avec des devises en latin au-dessus de la table d'harmonie et à l'extérieur de la caisse. La table d'harmonie  présente deux rosaces, l'une ronde et l'autre en forme de fenêtre gothique ; il y reste des traces de décoration peinte. Il est exposé au Musée des instruments de musique de Bruxelles.
Le second est daté de 1550. Il est un peu plus grand et avait probablement une sonorité de 8 pieds. À la différence du précédent, l'un des panneaux latéraux est incurvé. L'étendue est de do à fa, sans le do inférieur, caractéristique qui le rapproche des instruments italiens de la même époque. La table d'harmonie est peinte d'un décor floral avec des bordures bleues, elle possède également deux rosaces. La caisse porte un décor complexe comparable aux papiers imprimés à motifs de dauphins
qui sera adopté couramment par les facteurs flamands par la suite. Il est exposé au Museo Nazionale degli Strumenti Musicali à Rome.